# Cairo (piłkarz)
Cairo, właśc. Cairo Roberto de Oliveira Lima (ur. 16 września 1976 w Uberlândii) – piłkarz brazylijski występujący na pozycji pomocnika.

## Kariera klubowa
Karierę piłkarską Cairo rozpoczął w klubie Atlético Mineiro w 1995 roku. W barwach „Galo” zadebiutował 9 kwietnia 1995 w przegranym 0-1 meczu ligi stanowej z Mamoré Patos de Minas. Kilka tygodni później odniósł pierwszy sukces w swojej zdobywając z „Galo” mistrzostwo stanu Minas Gerais – Campeonato Mineiro. Sukces ten powtórzył jeszcze dwukrotnie w 1999 i 2000 roku. W Atlético Mineiro 8 października 1995 w zremisowanym 0-0 meczu z Fluminense FC Cairo zadebiutował w lidze brazylijskiej. Mając problemy z wywalczenie miejsca w składzie „Galo” w 1996 został wypożyczony do końca roku do pierwszoligowego Guarani FC. W 1997 zdobył z Atlético Mineiro Copa CONMEBOL (Cairo wystąpił w pierwszym spotkaniu finałowym z argentyńskim Lanúsem). W 1998 ponownie został wypożyczony, tym razem do pierwszoligowej Parany. W 1999 zdobył z Atlético Mineiro wicemistrzostwo Brazylii. 12 grudnia 1999 w wygranym 3-2 pierwszym meczu finałowym z Corinthians Paulista Cairo wystąpił po raz ostatni w lidze. Ogółem w latach 1995–1999 rozegrał w lidze brazylijskiej 58 spotkań, w których zdobył 4 bramki. Ostatni raz w barwach klubu z Belo Horizonte Cairo wystąpił 26 lipca 2000 w zremisowanym 1-1 towarzyskim meczu z Villa Nova AC. Ogółem w barwach „Galo” rozegrał 115 spotkań, w których zdobył 19 bramek.
W latach 2001–2006 występował w drugoligowych: Avaí FC, Cearze oraz Pauliście. W sezonie 2007–2008 występował drugoligowym rumuńskim Gaz Metan Mediaș. Karierę zakończył w 2010 w amatorskim zespole Viascarpa.

## Kariera reprezentacyjna
Cairo występował w olimpijskiej reprezentacji Brazylii. W 1995 roku uczestniczył w Igrzyskach Panamerykańskich w Mar del Plata na których Brazylia odpadła w ćwierćfinale. Na turnieju Cairo wystąpił w dwóch meczach z Kostaryką i Hondurasem.

## Źródła
- Profil
- Profil
- Profil
- Profil